# Yngve Gustafson
Yngve Gustafson, född 1949, är en svensk läkare verksam inom geriatrik.
Gustafson disputerade vid Umeå universitet 1991 på avhandlingen Acute confusional state (delirium): clinical studies in hip-fracture and stroke patients. Han var därefter verksam som docent vid samma lärosäte innan han omkring år 2000 [källa behövs] tilldelades en professur i geriatrik vid Institutionen för samhällsmedicin och rehabilitering på Umeå universitet.
Gustafson gick i pension vid 67 års ålder 20 december 2016. Han tilldelades då en miljon kronor i forskningsanslag av Demensförbundet för att kunna fortsätta att forska.

Gustafson var med i SVT:s TV-program Sveriges bästa äldreboende 2013 och Sveriges bästa hemtjänst 2016. Han har gjort uttalanden i media om den bristande kvaliteten och näringsinnehållet på matlådorna som levereras av omsorgspersonal till de äldre, och om den bristande coronavården hos de äldre.
Gustafson var sommarpratare i P1 den 13 augusti 2020, där han beskrev vad som motiverade honom till att arbeta med geriatrik, med som exempel som närvaro vid traumatiska operationer och felbehandlingar, men även att kontakt med äldre gav honom en ny dimension i livet.

## Utmärkelser
År 2014 fick Gustafson Wajlit och Eric Forsgrens pris till framstående Alzheimerforskare.